# Phenacogaster tegatus
Phenacogaster tegatus är en fiskart som först beskrevs av Eigenmann, 1911.  Phenacogaster tegatus ingår i släktet Phenacogaster och familjen Characidae. Inga underarter finns listade i Catalogue of Life.